# Pandemia di COVID-19 in Kirghizistan
Il primo caso della pandemia di COVID-19 in Kirghizistan è stato confermato il 18 marzo 2020.

## Antefatti
Il 12 gennaio 2020, l'Organizzazione mondiale della sanità (OMS) ha confermato che un nuovo coronavirus era la causa di una nuova infezione polmonare che aveva colpito diversi abitanti della città di Wuhan, nella provincia cinese dell'Hubei, il cui caso era stato portato all'attenzione dell'OMS il 31 dicembre 2019.
Sebbene nel tempo il tasso di mortalità del COVID-19 si sia rivelato decisamente più basso di quello dell'epidemia di SARS che aveva imperversato nel 2003, la trasmissione del virus SARS-CoV-2, alla base del COVID-19, è risultata essere molto più ampia di quella del precedente virus del 2003, ed ha portato a un numero totale di morti molto più elevato.
Il 5 maggio 2023, l'Organizzazione mondiale della sanità dichiara ufficialmente la fine della pandemia.

## Cronistoria
Il governo kirghizo ha confermato i primi tre casi di COVID-19 nel paese il 18 marzo 2020, in particolare le tre persone contagiate erano cittadini kirghizi rientrati poco tempo prima dall'Arabia Saudita, esattamente un giorno dopo che il governo aveva deciso di chiudere i propri confini agli stranieri, le quali furono immediatamente poste in quarantena.
Due giorni dopo, altri tre casi di COVID-19 furono registrati nel distretto di Nookat, nella regione di Oš, e anche in questo caso si trattava di persone rientrate da poco dall'Arabia Saudita, dove erano state per un pellegrinaggio religioso. Il tutto portò alla dichiarazione dello stato di emergenza nell'intero distretto.
I casi si sono poi via via susseguiti, trattandosi sia di persone che erano state a contatto con i contagiati nel paese, sia di persone di ritorno da altri paesi, tanto che alla fine di marzo i casi confermati avevano raggiunto le 107 unità e alla fine di aprile erano diventati 746, con il totale delle morti, la prima delle quali si era registrata il 2 aprile, che era salito a 8.

## Andamento dei contagi
| Data                                                                                         | Data       |  | Numero di casi | Numero di morti |
| -------------------------------------------------------------------------------------------- | ---------- |  | -------------- | --------------- |
| 18-03-2020                                                                                   | 18-03-2020 |  | 3(N.D.)        |                 |
| 19-03-2020                                                                                   | 19-03-2020 |  | 3(=)           |                 |
| 20-03-2020                                                                                   | 20-03-2020 |  | 6(+100%)       |                 |
| 21-03-2020                                                                                   | 21-03-2020 |  | 12(+100%)      |                 |
| 22-03-2020                                                                                   | 22-03-2020 |  | 14(+17%)       |                 |
| 23-03-2020                                                                                   | 23-03-2020 |  | 16(+14%)       |                 |
| 24-03-2020                                                                                   | 24-03-2020 |  | 42(+162%)      |                 |
| ⋮                                                                                            | ⋮          |  | 42(=)          |                 |
| 27-03-2020                                                                                   | 27-03-2020 |  | 58(+38%)       |                 |
| 28-03-2020                                                                                   | 28-03-2020 |  | 58(=)          |                 |
| 29-03-2020                                                                                   | 29-03-2020 |  | 84(+45%)       |                 |
| 30-03-2020                                                                                   | 30-03-2020 |  | 94(+12%)       |                 |
| 31-03-2020                                                                                   | 31-03-2020 |  | 107(+14%)      |                 |
| 01-04-2020                                                                                   | 01-04-2020 |  | 111(+3,7%)     |                 |
| 02-04-2020                                                                                   | 02-04-2020 |  | 116(+4,5%)     | 1(N.D.)         |
| 03-04-2020                                                                                   | 03-04-2020 |  | 130(+12%)      | 1(=)            |
| 04-04-2020                                                                                   | 04-04-2020 |  | 144(+11%)      | 2(+100%)        |
| 05-04-2020                                                                                   | 05-04-2020 |  | 147(+2,1%)     | 2(=)            |
| 06-04-2020                                                                                   | 06-04-2020 |  | 216(+47%)      | 4(+100%)        |
| 07-04-2020                                                                                   | 07-04-2020 |  | 228(+5,6%)     | 4(=)            |
| 08-04-2020                                                                                   | 08-04-2020 |  | 270(+18%)      | 4(=)            |
| 09-04-2020                                                                                   | 09-04-2020 |  | 280(+3,7%)     | 4(=)            |
| 10-04-2020                                                                                   | 10-04-2020 |  | 298(+6,4%)     | 5(+25%)         |
| 11-04-2020                                                                                   | 11-04-2020 |  | 339(+14%)      | 5(=)            |
| 12-04-2020                                                                                   | 12-04-2020 |  | 377(+11%)      | 5(=)            |
| 13-04-2020                                                                                   | 13-04-2020 |  | 419(+11%)      | 5(=)            |
| 14-04-2020                                                                                   | 14-04-2020 |  | 430(+2,6%)     | 5(=)            |
| 15-04-2020                                                                                   | 15-04-2020 |  | 449(+4,4%)     | 5(=)            |
| 16-04-2020                                                                                   | 16-04-2020 |  | 466(+3,8%)     | 5(=)            |
| 17-04-2020                                                                                   | 17-04-2020 |  | 489(+4,9%)     | 5(=)            |
| 18-04-2020                                                                                   | 18-04-2020 |  | 506(+3,5%)     | 5(=)            |
| 19-04-2020                                                                                   | 19-04-2020 |  | 554(+9,5%)     | 5(=)            |
| 20-04-2020                                                                                   | 20-04-2020 |  | 568(+2,5%)     | 7(+40%)         |
| 21-04-2020                                                                                   | 21-04-2020 |  | 590(+3,9%)     | 7(=)            |
| 22-04-2020                                                                                   | 22-04-2020 |  | 612(+3,7%)     | 7(=)            |
| 23-04-2020                                                                                   | 23-04-2020 |  | 631(+3,1%)     | 8(+14%)         |
| 24-04-2020                                                                                   | 24-04-2020 |  | 656(+4%)       | 8(=)            |
| 25-04-2020                                                                                   | 25-04-2020 |  | 665(+1,4%)     | 8(=)            |
| 26-04-2020                                                                                   | 26-04-2020 |  | 682(+2,6%)     | 8(=)            |
| 27-04-2020                                                                                   | 27-04-2020 |  | 695(+1,9%)     | 8(=)            |
| 28-04-2020                                                                                   | 28-04-2020 |  | 708(+1,9%)     | 8(=)            |
| 29-04-2020                                                                                   | 29-04-2020 |  | 729(+3%)       | 8(=)            |
| 30-04-2020                                                                                   | 30-04-2020 |  | 746(+2,3%)     | 8(=)            |
| 01-05-2020                                                                                   | 01-05-2020 |  | 756(+1,3%)     | 8(=)            |
| 02-05-2020                                                                                   | 02-05-2020 |  | 769(+1,7%)     | 8(=)            |
| 03-05-2020                                                                                   | 03-05-2020 |  | 795(+3,4%)     | 10(+25%)        |
| 04-05-2020                                                                                   | 04-05-2020 |  | 830(+4,4%)     | 10(=)           |
| 05-05-2020                                                                                   | 05-05-2020 |  | 843(+1,6%)     | 11(+10%)        |
| 06-05-2020                                                                                   | 06-05-2020 |  | 871(+3,3%)     | 12(+9,1%)       |
| 07-05-2020                                                                                   | 07-05-2020 |  | 895(+2,8%)     | 12(=)           |
| 08-05-2020                                                                                   | 08-05-2020 |  | 906(+1,2%)     | 12(=)           |
| 09-05-2020                                                                                   | 09-05-2020 |  | 931(+2,8%)     | 12(=)           |
| 10-05-2020                                                                                   | 10-05-2020 |  | 1 002(+7,6%)   | 12(=)           |
| 11-05-2020                                                                                   | 11-05-2020 |  | 1 016(+1,4%)   | 12(=)           |
| 12-05-2020                                                                                   | 12-05-2020 |  | 1 037(+2,1%)   | 12(=)           |
| 13-05-2020                                                                                   | 13-05-2020 |  | 1 044(+0,68%)  | 12(=)           |
| 14-05-2020                                                                                   | 14-05-2020 |  | 1 082(+3,6%)   | 12(=)           |
| 15-05-2020                                                                                   | 15-05-2020 |  | 1 111(+2,7%)   | 14(+17%)        |
| 16-05-2020                                                                                   | 16-05-2020 |  | 1 117(+0,54%)  | 14(=)           |
| 17-05-2020                                                                                   | 17-05-2020 |  | 1 138(+1,9%)   | 14(=)           |
| 18-05-2020                                                                                   | 18-05-2020 |  | 1 216(+6,9%)   | 14(=)           |
| 19-05-2020                                                                                   | 19-05-2020 |  | 1 243(+2,2%)   | 14(=)           |
| 20-05-2020                                                                                   | 20-05-2020 |  | 1 270(+2,2%)   | 14(=)           |
| 21-05-2020                                                                                   | 21-05-2020 |  | 1 313(+3,4%)   | 14(=)           |
| 22-05-2020                                                                                   | 22-05-2020 |  | 1 350(+2,8%)   | 14(=)           |
| 23-05-2020                                                                                   | 23-05-2020 |  | 1 365(+1,1%)   | 14(=)           |
| 24-05-2020                                                                                   | 24-05-2020 |  | 1 403(+2,8%)   | 14(=)           |
| 25-05-2020                                                                                   | 25-05-2020 |  | 1 433(+2,1%)   | 16(+14%)        |
| 26-05-2020                                                                                   | 26-05-2020 |  | 1 468(+2,4%)   | 16(=)           |
| 27-05-2020                                                                                   | 27-05-2020 |  | 1 520(+3,5%)   | 16(=)           |
| 28-05-2020                                                                                   | 28-05-2020 |  | 1 594(+4,9%)   | 16(=)           |
| 29-05-2020                                                                                   | 29-05-2020 |  | 1 662(+4,3%)   | 16(=)           |
| 30-05-2020                                                                                   | 30-05-2020 |  | 1 722(+3,6%)   | 16(=)           |
| 31-05-2020                                                                                   | 31-05-2020 |  | 1 748(+1,5%)   | 16(=)           |
| 01-06-2020                                                                                   | 01-06-2020 |  | 1 817(+3,9%)   | 16(=)           |
| 02-06-2020                                                                                   | 02-06-2020 |  | 1 845(+1,5%)   | 17(+6,2%)       |
| 03-06-2020                                                                                   | 03-06-2020 |  | 1 871(+1,4%)   | 20(+18%)        |
| 04-06-2020                                                                                   | 04-06-2020 |  | 1 899(+1,5%)   | 20(=)           |
| 05-06-2020                                                                                   | 05-06-2020 |  | 1 936(+1,9%)   | 22(+10%)        |
| 06-06-2020                                                                                   | 06-06-2020 |  | 1 974(+2%)     | 22(=)           |
| 07-06-2020                                                                                   | 07-06-2020 |  | 2 007(+1,7%)   | 22(=)           |
| 08-06-2020                                                                                   | 08-06-2020 |  | 2 032(+1,2%)   | 23(+4,5%)       |
| 09-06-2020                                                                                   | 09-06-2020 |  | 2 055(+1,1%)   | 24(+4,3%)       |
| 10-06-2020                                                                                   | 10-06-2020 |  | 2 093(+1,8%)   | 26(+8,3%)       |
| 11-06-2020                                                                                   | 11-06-2020 |  | 2 129(+1,7%)   | 26(=)           |
| 12-06-2020                                                                                   | 12-06-2020 |  | 2 166(+1,7%)   | 26(=)           |
| 13-06-2020                                                                                   | 13-06-2020 |  | 2 207(+1,9%)   | 27(+3,8%)       |
| 14-06-2020                                                                                   | 14-06-2020 |  | 2 285(+3,5%)   | 27(=)           |
| 15-06-2020                                                                                   | 15-06-2020 |  | 2 372(+3,8%)   | 27(=)           |
| 16-06-2020                                                                                   | 16-06-2020 |  | 2 472(+4,2%)   | 28(+3,7%)       |
| 17-06-2020                                                                                   | 17-06-2020 |  | 2 562(+3,6%)   | 30(+7,1%)       |
| 18-06-2020                                                                                   | 18-06-2020 |  | 2 657(+3,7%)   | 31(+3,3%)       |
| 19-06-2020                                                                                   | 19-06-2020 |  | 2 789(+5%)     | 32(+3,2%)       |
| 20-06-2020                                                                                   | 20-06-2020 |  | 2 981(+6,9%)   | 35(+9,4%)       |
| 21-06-2020                                                                                   | 21-06-2020 |  | 3 151(+5,7%)   | 37(+5,7%)       |
| 22-06-2020                                                                                   | 22-06-2020 |  | 3 356(+6,5%)   | 40(+8,1%)       |
| 23-06-2020                                                                                   | 23-06-2020 |  | 3 519(+4,9%)   | 41(+2,5%)       |
| 24-06-2020                                                                                   | 24-06-2020 |  | 3 726(+5,9%)   | 42(+2,4%)       |
| 25-06-2020                                                                                   | 25-06-2020 |  | 3 954(+6,1%)   | 43(+2,4%)       |
| 26-06-2020                                                                                   | 26-06-2020 |  | 4 204(+6,3%)   | 43(=)           |
| 27-06-2020                                                                                   | 27-06-2020 |  | 4 513(+7,4%)   | 46(+7%)         |
| 28-06-2020                                                                                   | 28-06-2020 |  | 4 748(+5,2%)   | 47(+2,2%)       |
| 29-06-2020                                                                                   | 29-06-2020 |  | 5 017(+5,7%)   | 50(+6,4%)       |
| 30-06-2020                                                                                   | 30-06-2020 |  | 5 296(+5,6%)   | 57(+14%)        |
| 01-07-2020                                                                                   | 01-07-2020 |  | 5 735(+8,3%)   | 62(+8,8%)       |
| 02-07-2020                                                                                   | 02-07-2020 |  | 6 261(+9,2%)   | 66(+6,5%)       |
| 03-07-2020                                                                                   | 03-07-2020 |  | 6 767(+8,1%)   | 76(+15%)        |
| 04-07-2020                                                                                   | 04-07-2020 |  | 7 094(+4,8%)   | 78(+2,6%)       |
| 05-07-2020                                                                                   | 05-07-2020 |  | 7 377(+4%)     | 88(+13%)        |
| 06-07-2020                                                                                   | 06-07-2020 |  | 7 691(+4,3%)   | 92(+4,5%)       |
| 07-07-2020                                                                                   | 07-07-2020 |  | 8 141(+5,9%)   | 99(+7,6%)       |
| 08-07-2020                                                                                   | 08-07-2020 |  | 8 486(+4,2%)   | 112(+13%)       |
| 09-07-2020                                                                                   | 09-07-2020 |  | 8 847(+4,3%)   | 116(+3,6%)      |
| 10-07-2020                                                                                   | 10-07-2020 |  | 9 358(+5,8%)   | 122(+5,2%)      |
| 11-07-2020                                                                                   | 11-07-2020 |  | 9 910(+5,9%)   | 125(+2,5%)      |
| 12-07-2020                                                                                   | 12-07-2020 |  | 10 629(+7,3%)  | 132(+5,6%)      |
| 13-07-2020                                                                                   | 13-07-2020 |  | 11 117(+4,6%)  | 147(+11%)       |
| 14-07-2020                                                                                   | 14-07-2020 |  | 11 538(+3,8%)  | 149(+1,4%)      |
| 15-07-2020                                                                                   | 15-07-2020 |  | 11 977(+3,8%)  | 160(+7,4%)      |
| 16-07-2020                                                                                   | 16-07-2020 |  | 12 498(+4,4%)  | 167(+4,4%)      |
| 17-07-2020                                                                                   | 17-07-2020 |  | 13 101(+4,8%)  | 173(+3,6%)      |
| 18-07-2020                                                                                   | 18-07-2020 |  | 25 512(+95%)   | 933(+439%)      |
| 19-07-2020                                                                                   | 19-07-2020 |  | 26 532(+4%)    | 1 003(+7,5%)    |
| 20-07-2020                                                                                   | 20-07-2020 |  | 27 143(+2,3%)  | 1 037(+3,4%)    |
| 21-07-2020                                                                                   | 21-07-2020 |  | 28 251(+4,1%)  | 1 079(+4,1%)    |
| 22-07-2020                                                                                   | 22-07-2020 |  | 29 359(+3,9%)  | 1 123(+4,1%)    |
| 23-07-2020                                                                                   | 23-07-2020 |  | 30 326(+3,3%)  | 1 169(+4,1%)    |
| 24-07-2020                                                                                   | 24-07-2020 |  | 31 247(+3%)    | 1 211(+3,6%)    |
| 25-07-2020                                                                                   | 25-07-2020 |  | 32 124(+2,8%)  | 1 249(+3,1%)    |
| 26-07-2020                                                                                   | 26-07-2020 |  | 32 813(+2,1%)  | 1 277(+2,2%)    |
| 27-07-2020                                                                                   | 27-07-2020 |  | 33 296(+1,5%)  | 1 301(+1,9%)    |
| 28-07-2020                                                                                   | 28-07-2020 |  | 33 844(+1,6%)  | 1 329(+2,2%)    |
| 29-07-2020                                                                                   | 29-07-2020 |  | 34 512(+2%)    | 1 347(+1,4%)    |
| 30-07-2020                                                                                   | 30-07-2020 |  | 35 143(+1,8%)  | 1 364(+1,3%)    |
| 31-07-2020                                                                                   | 31-07-2020 |  | 35 805(+1,9%)  | 1 378(+1%)      |
| 01-08-2020                                                                                   | 01-08-2020 |  | 36 299(+1,4%)  | 1 397(+1,4%)    |
| 02-08-2020                                                                                   | 02-08-2020 |  | 36 719(+1,2%)  | 1 409(+0,86%)   |
| 03-08-2020                                                                                   | 03-08-2020 |  | 37 129(+1,1%)  | 1 420(+0,78%)   |
| 04-08-2020                                                                                   | 04-08-2020 |  | 37 541(+1,1%)  | 1 427(+0,49%)   |
| 05-08-2020                                                                                   | 05-08-2020 |  | 38 110(+1,5%)  | 1 438(+0,77%)   |
| 06-08-2020                                                                                   | 06-08-2020 |  | 38 659(+1,4%)  | 1 447(+0,63%)   |
| 07-08-2020                                                                                   | 07-08-2020 |  | 39 162(+1,3%)  | 1 451(+0,28%)   |
| 08-08-2020                                                                                   | 08-08-2020 |  | 39 587(+1,1%)  | 1 460(+0,62%)   |
| 09-08-2020                                                                                   | 09-08-2020 |  | 39 919(+0,84%) | 1 468(+0,55%)   |
| 10-08-2020                                                                                   | 10-08-2020 |  | 40 177(+0,65%) | 1 474(+0,41%)   |
| 11-08-2020                                                                                   | 11-08-2020 |  | 40 455(+0,69%) | 1 478(+0,27%)   |
| 12-08-2020                                                                                   | 12-08-2020 |  | 40 759(+0,75%) | 1 484(+0,41%)   |
| 13-08-2020                                                                                   | 13-08-2020 |  | 41 069(+0,76%) | 1 487(+0,2%)    |
| 14-08-2020                                                                                   | 14-08-2020 |  | 41 373(+0,74%) | 1 491(+0,27%)   |
| 15-08-2020                                                                                   | 15-08-2020 |  | 41 645(+0,66%) | 1 493(+0,13%)   |
| 16-08-2020                                                                                   | 16-08-2020 |  | 41 856(+0,51%) | 1 495(+0,13%)   |
| 17-08-2020                                                                                   | 17-08-2020 |  | 41 991(+0,32%) | 1 496(+0,07%)   |
| 18-08-2020                                                                                   | 18-08-2020 |  | 42 146(+0,37%) | 1 498(+0,13%)   |
| 19-08-2020                                                                                   | 19-08-2020 |  | 42 325(+0,42%) | 1 054(−30%)     |
| 20-08-2020                                                                                   | 20-08-2020 |  | 42 507(+0,43%) | 1 054(=)        |
| 21-08-2020                                                                                   | 21-08-2020 |  | 42 703(+0,46%) | 1 055(+0,09%)   |
| 22-08-2020                                                                                   | 22-08-2020 |  | 42 889(+0,44%) | 1 055(=)        |
| 23-08-2020                                                                                   | 23-08-2020 |  | 43 023(+0,31%) | 1 056(+0,09%)   |
| 24-08-2020                                                                                   | 24-08-2020 |  | 43 126(+0,24%) | 1 057(+0,09%)   |
| 25-08-2020                                                                                   | 25-08-2020 |  | 43 245(+0,28%) | 1 057(=)        |
| 26-08-2020                                                                                   | 26-08-2020 |  | 43 358(+0,26%) | 1 058(+0,09%)   |
| 27-08-2020                                                                                   | 27-08-2020 |  | 43 459(+0,23%) | 1 058(=)        |
| 28-08-2020                                                                                   | 28-08-2020 |  | 43 587(+0,29%) | 1 058(=)        |
| 29-08-2020                                                                                   | 29-08-2020 |  | 43 712(+0,29%) | 1 058(=)        |
| 30-08-2020                                                                                   | 30-08-2020 |  | 43 820(+0,25%) | 1 059(+0,09%)   |
| 31-08-2020                                                                                   | 31-08-2020 |  | 43 898(+0,18%) | 1 059(=)        |
| 01-09-2020                                                                                   | 01-09-2020 |  | 43 958(+0,14%) | 1 060(+0,09%)   |
| 02-09-2020                                                                                   | 02-09-2020 |  | 44 036(+0,18%) | 1 060(=)        |
| 03-09-2020                                                                                   | 03-09-2020 |  | 44 135(+0,22%) | 1 060(=)        |
| 04-09-2020                                                                                   | 04-09-2020 |  | 44 227(+0,21%) | 1 061(+0,09%)   |
| 05-09-2020                                                                                   | 05-09-2020 |  | 44 316(+0,2%)  | 1 061(=)        |
| 06-09-2020                                                                                   | 06-09-2020 |  | 44 403(+0,2%)  | 1 061(=)        |
| 07-09-2020                                                                                   | 07-09-2020 |  | 44 458(+0,12%) | 1 061(=)        |
| 08-09-2020                                                                                   | 08-09-2020 |  | 44 526(+0,15%) | 1 062(+0,09%)   |
| 09-09-2020                                                                                   | 09-09-2020 |  | 44 613(+0,2%)  | 1 063(+0,09%)   |
| 10-09-2020                                                                                   | 10-09-2020 |  | 44 684(+0,16%) | 1 063(=)        |
| 11-09-2020                                                                                   | 11-09-2020 |  | 44 761(+0,17%) | 1 063(=)        |
| 12-09-2020                                                                                   | 12-09-2020 |  | 44 828(+0,15%) | 1 063(=)        |
| 13-09-2020                                                                                   | 13-09-2020 |  | 44 881(+0,12%) | 1 063(=)        |
| 14-09-2020                                                                                   | 14-09-2020 |  | 44 928(+0,1%)  | 1 063(=)        |
| 15-09-2020                                                                                   | 15-09-2020 |  | 44 999(+0,16%) | 1 063(=)        |
| 16-09-2020                                                                                   | 16-09-2020 |  | 45 072(+0,16%) | 1 063(=)        |
| 17-09-2020                                                                                   | 17-09-2020 |  | 45 153(+0,18%) | 1 063(=)        |
| 18-09-2020                                                                                   | 18-09-2020 |  | 45 244(+0,2%)  | 1 063(=)        |
| 19-09-2020                                                                                   | 19-09-2020 |  | 45 335(+0,2%)  | 1 063(=)        |
| 20-09-2020                                                                                   | 20-09-2020 |  | 45 416(+0,18%) | 1 063(=)        |
| 21-09-2020                                                                                   | 21-09-2020 |  | 45 471(+0,12%) | 1 063(=)        |
| 22-09-2020                                                                                   | 22-09-2020 |  | 45 542(+0,16%) | 1 063(=)        |
| 23-09-2020                                                                                   | 23-09-2020 |  | 45 630(+0,19%) | 1 063(=)        |
| 24-09-2020                                                                                   | 24-09-2020 |  | 45 757(+0,28%) | 1 063(=)        |
| 25-09-2020                                                                                   | 25-09-2020 |  | 45 932(+0,38%) | 1 063(=)        |
| 26-09-2020                                                                                   | 26-09-2020 |  | 46 090(+0,34%) | 1 063(=)        |
| 27-09-2020                                                                                   | 27-09-2020 |  | 46 251(+0,35%) | 1 063(=)        |
| 28-09-2020                                                                                   | 28-09-2020 |  | 46 355(+0,22%) | 1 064(+0,09%)   |
| 29-09-2020                                                                                   | 29-09-2020 |  | 46 522(+0,36%) | 1 064(=)        |
| 30-09-2020                                                                                   | 30-09-2020 |  | 46 669(+0,32%) | 1 064(=)        |
| 01-10-2020                                                                                   | 01-10-2020 |  | 46 841(+0,37%) | 1 065(+0,09%)   |
| 02-10-2020                                                                                   | 02-10-2020 |  | 47 056(+0,46%) | 1 065(=)        |
| 03-10-2020                                                                                   | 03-10-2020 |  | 47 184(+0,27%) | 1 066(+0,09%)   |
| 04-10-2020                                                                                   | 04-10-2020 |  | 47 428(+0,52%) | 1 066(=)        |
| 05-10-2020                                                                                   | 05-10-2020 |  | 47 635(+0,44%) | 1 066(=)        |
| 06-10-2020                                                                                   | 06-10-2020 |  | 47 799(+0,34%) | 1 066(=)        |
| 07-10-2020                                                                                   | 07-10-2020 |  | 48 097(+0,62%) | 1 069(+0,28%)   |
| 08-10-2020                                                                                   | 08-10-2020 |  | 48 342(+0,51%) | 1 073(+0,37%)   |
| 09-10-2020                                                                                   | 09-10-2020 |  | 48 617(+0,57%) | 1 077(+0,37%)   |
| 10-10-2020                                                                                   | 10-10-2020 |  | 48 924(+0,63%) | 1 082(+0,46%)   |
| 11-10-2020                                                                                   | 11-10-2020 |  | 49 230(+0,63%) | 1 085(+0,28%)   |
| 12-10-2020                                                                                   | 12-10-2020 |  | 49 528(+0,61%) | 1 090(+0,46%)   |
| 13-10-2020                                                                                   | 13-10-2020 |  | 49 871(+0,69%) | 1 092(+0,18%)   |
| 14-10-2020                                                                                   | 14-10-2020 |  | 50 201(+0,66%) | 1 094(+0,18%)   |
| 15-10-2020                                                                                   | 15-10-2020 |  | 50 589(+0,77%) | 1 099(+0,46%)   |
| 16-10-2020                                                                                   | 16-10-2020 |  | 51 020(+0,85%) | 1 103(+0,36%)   |
| 17-10-2020                                                                                   | 17-10-2020 |  | 51 490(+0,92%) | 1 108(+0,45%)   |
| 18-10-2020                                                                                   | 18-10-2020 |  | 52 044(+1,1%)  | 1 111(+0,27%)   |
| 19-10-2020                                                                                   | 19-10-2020 |  | 52 526(+0,93%) | 1 111(=)        |
| 20-10-2020                                                                                   | 20-10-2020 |  | 52 910(+0,73%) | 1 113(+0,18%)   |
| 21-10-2020                                                                                   | 21-10-2020 |  | 53 459(+1%)    | 1 118(+0,45%)   |
| 22-10-2020                                                                                   | 22-10-2020 |  | 54 006(+1%)    | 1 122(+0,36%)   |
| 23-10-2020                                                                                   | 23-10-2020 |  | 54 588(+1,1%)  | 1 126(+0,36%)   |
| 24-10-2020                                                                                   | 24-10-2020 |  | 55 144(+1%)    | 1 130(+0,36%)   |
| 25-10-2020                                                                                   | 25-10-2020 |  | 55 750(+1,1%)  | 1 134(+0,35%)   |
| 26-10-2020                                                                                   | 26-10-2020 |  | 56 170(+0,75%) | 1 134(=)        |
| 27-10-2020                                                                                   | 27-10-2020 |  | 56 738(+1%)    | 1 136(+0,18%)   |
| 28-10-2020                                                                                   | 28-10-2020 |  | 57 276(+0,95%) | 1 138(+0,18%)   |
| 29-10-2020                                                                                   | 29-10-2020 |  | 57 798(+0,91%) | 1 139(+0,09%)   |
| 30-10-2020                                                                                   | 30-10-2020 |  | 58 394(+1%)    | 1 142(+0,26%)   |
| 31-10-2020                                                                                   | 31-10-2020 |  | 58 878(+0,83%) | 1 145(+0,26%)   |
| 01-11-2020                                                                                   | 01-11-2020 |  | 59 443(+0,96%) | 1 150(+0,44%)   |
| 02-11-2020                                                                                   | 02-11-2020 |  | 59 879(+0,73%) | 1 155(+0,43%)   |
| 03-11-2020                                                                                   | 03-11-2020 |  | 60 279(+0,67%) | 1 159(+0,35%)   |
| 04-11-2020                                                                                   | 04-11-2020 |  | 60 774(+0,82%) | 1 163(+0,35%)   |
| 05-11-2020                                                                                   | 05-11-2020 |  | 61 309(+0,88%) | 1 167(+0,34%)   |
| 06-11-2020                                                                                   | 06-11-2020 |  | 61 748(+0,72%) | 1 170(+0,26%)   |
| 07-11-2020                                                                                   | 07-11-2020 |  | 62 304(+0,9%)  | 1 172(+0,17%)   |
| 08-11-2020                                                                                   | 08-11-2020 |  | 62 819(+0,83%) | 1 177(+0,43%)   |
| 09-11-2020                                                                                   | 09-11-2020 |  | 63 390(+0,91%) | 1 182(+0,42%)   |
| Fonti: - Ministero della sanità del Kirghizistan - Ultimo aggiornamento: 9.11.2020, 8:00 GMT |            |  |                |                 |

## Risposta del governo
Messi in allarme da quanto stava accadendo in Cina e nei paesi europei, il Kirghizistan e gli stati ad esso confinanti come Tagikistan, Kazakistan e Uzbekistan decisero di prendere alcune misure di sicurezza già prima di registrare casi all'interno dei propri confini. Così, già ai tempi del primo contagio, avvenuto il 18 marzo 2020, il governo da tempo deciso di chiudere le frontiere agli stranieri e di limitare o di sospendere del tutto, a seconda dei distretti, le occasioni di assembramento pubblico, vietando, ad esempio, la jumuʿa, ossia la preghiera del venerdì, nelle moschee. Proprio il 18 marzo, inoltre, il premier kirghizo, Muxammedkalıy Abılgaziev, decise le mascherine chirurgiche sia importate che esportate dal Kirghizistan non sarebbero state soggette ad alcuna imposta sul valore aggiunto.
Il 21 marzo, un giorno dopo aver riscontrato i secondi tre casi positivi e con i casi raddoppiati rispetto al giorno prima, essendo arrivati a 12, il governo ha deciso di dichiarare lo stato di emergenza a partire dal 22 marzo e per il periodo di un mese. Lo stesso giorno, inoltre, a Biškek, la capitale kirghiza, tutti i trasporti pubblici, ad eccezione dei filobus, hanno sospeso il servizio al fine di limitare la diffusione del contagio nella città.
il 24 marzo 2020, il governo ha confermato lo stato di emergenza fino al 15 aprile nelle tre maggiori città del paese, ossia Biškek, Oš e Žalalabad e nelle loro regioni. A Biškek, inoltre, è stato indetto il coprifuoco dalle 20:00 alle 07:00 e sono stati istituiti dei posti di blocco che controllano le entrate e le uscite dalla città.